# Корольков, Владимир Ильич
Владимир Ильич Корольков (19 апреля 1938 — 3 августа 2015) — советский и российский учёный-физик, доктор физико-математических наук, профессор, лауреат Ленинской премии (1972).

## Биография
Родился в 1938 г.
Окончил (1962) ЭФФ Ленинградского электротехнического института им. В.И. Ульянова (Ленина) по специальности "Диэлектрики и полупроводники".
Работал в Физико-техническом институте (ФТИ) им. А. Ф. Иоффе АН СССР (РАН): младший научный сотрудник, старший научный сотрудник, заведующий лабораторией оптоэлектроники.
Профессор кафедры ТТЭ СПбГТУ.

## Научная деятельность
Область научных интересов — физика гетеропереходов, электронные и оптоэлектронные приборы на их основе.
Входил в состав группы ученых (Ж. И. Алфёров, В. М. Андреев, Д. З. Гарбузов, В. И. Корольков, Д. Н. Третьяков, В. И. Швейкин), которые к 1968 г. разработали многослойные гетероструктуры, ставшие основой современных полупроводниковых лазеров с генерацией в импульсном режиме.
В 1967 г. защитил кандидатскую диссертацию:
- Электрические свойства эпитаксиальных структур с p-n гомо и гетеропереходами в системе Ga p-GaAs.

В 1979 г. защитил докторскую диссертацию:
- Электрические и фотоэлектрические явления в AlGaAs гетероструктурах и их применение в полупроводниковых приборах : диссертация … доктора физико-математических наук : 01.04.10. — Ленинград, 1979. — 371 с. : ил.

### Научные труды
Автор более 250 печатных трудов и изобретений.
Публикации:
- Диоды, транзисторы и тиристоры на основе гетероструктур / В. И. Корольков, Н. Рахимов; Отв. ред. Ж. И. Алферов; Наманган. гос. пед. ин-т им. Х. Х. Ниязи. — Ташкент : Фан, 1986. — 150 с. : ил.; 20 см.
- Гетеробиполярные транзисторы / В. И. Корольков. — СПб. : ФТИ, 1999. — 23 с. : ил.; 20 см. — (Препринт / Рос. акад. наук. Физ.-техн. ин-т им. А. Ф. Иоффе; 1733).
- Ж. И. Алферов, В. М. Ефанов, Ю. М. Задиранов, А. Ф. Кардо-Сысоев, В. И. Корольков, С. И. Пономарёв, А. В. Рожков // Письма в ЖТФ, Т.12, 1281 (1986).
- Инжекционные свойства гетеропереходов n-AlxGa1-xAs — p-GaAs / Ж. И. Алфёров, В. М. Андреев, В. И. Корольков, Е. Л. Портной, Д. Н. Третьяков // ФТП. 1968. — Т. 2. — С. 1016—1019.

## Награды и звания
- Ленинская премия 1972 года (в составе коллектива) — за фундаментальные исследования гетеропереходов в полупроводниках и создание новых приборов на их основе.
- Орден Почёта (1999)[1].
- Решением учёного совета от 05.07.2019 выдвинут на присвоение звания «Заслуженный деятель науки Российской Федерации»[2][нет в источнике].